# 法裔塞舌爾人
法裔塞舌爾人，是指生活在塞舌爾的法國人和他們後裔，他們在塞舌爾獨立前社經地位重要。他們人口約1000人。

## 起源
許多法裔塞席爾人在法國統治該群島期間定居在這些島嶼上。在此期間，非洲和馬達加斯加的奴隸也被帶到塞席爾。法裔塞席爾人被允許在英國控制塞席爾後保留他們的文化。
從歷史上看，講法語的歐洲塞舌爾人分為兩個階級，代表富裕種植園主階級的上層白人(grands blancs)和代表工人階級的下層白人( petit blancs)。上層是一個數量較少的群體，僅由大約四十個大家庭組成，但在殖民時代擁有島上的大部分土地和政治權力(控制了立法議會0。這兩個群體在歷史上是分裂的，因此，到1960年代，下層白人在政治上與塞席爾克里奧爾人保持一致。塞席爾獨立后，許多法裔塞席爾人在法國-阿爾伯特·勒內（法國人）和塞席爾人民聯合黨的領導下，在一黨制社會主義國家的發展中發揮了重要作用。
今天法裔塞舌爾人在該國經濟中發揮著重要作用。他們受雇於所有部門，包括政府、商業和教育。
他們多數講塞舌爾克里奧爾語，這是該國使用最廣泛的語言。他們也經常講法語和英語。在宗教方面，絕大多數是羅馬天主教徒，少數屬於其他基督教教派。